# Klangforum Wien
El Klangforum Wien és una orquestra de cambra austríaca amb seu a Viena al Konzerthaus, especialitzada en música clàssica contemporània.
Fundada pel compositor i director Beat Furrer el 1985, es basa en principis col·lectius, sense tenir cap director oficial. Sylvain Cambreling és el principal director convidat. El grup és citat sovint com el principal grup de música contemporània d'Àustria, i es destaca especialment per les seves interpretacions musicals de compositors dels països de parla alemanya, inclosos Helmut Lachenmann, Wolfgang Rihm i Hans Zender.
Klangforum Wien ha estat resident en múltiples festivals de música, inclosos el Donaueschingen Musiktage, el Wiener Festwochen i el Wittener Tage für neue Kammermusik. El conjunt té la càtedra d’execució en música contemporània a la Universitat de Música i Arts Escèniques, Graz. Klangforum Wien registra actualment a KAIROS.